# Divine Light Mission
Divine Light Mission, czyli Misja Boskiej Światłości – to ruch religijny o inspiracji orientalnej, którego celem jest dążenie do poznania Boga przez stosowanie technik duchowych.

## Przywódcy
Mistyczna sekta hinduistyczna założona w 1950 w Indiach przez Śri Hansa Maharaja Ji. Po śmierci guru (w 1966) władzę objął jego najmłodszy syn Maharaj Ji. W 1974 matka Maharaja Ji wyznaczyła nowego duchowego przywódcę sekty, którym został Bal Bhagwan Ji (najstarszy syn).

## Poglądy
Przedstawiciele sekty opowiadają się przeciwko wojnie atomowej i konsumpcyjnemu stylowi życia. Nacisk kładą natomiast na uduchowienie swoich członków poprzez refleksję i medytację. Nauczyciele sekty twierdzą, że wiedza, którą przekazują drogą medytacji, pozwala ludziom na uzyskanie większego spokoju ducha, opanowania i wewnętrznej równowagi. Nauczanie przebiega w sposób specyficzny:„W trakcie kilkugodzinnej ceremonii polegającej na słuchaniu hinduskiej muzyki i śpiewaniu monotonnych hymnów do boskiej osoby guru, w pewnym momencie nauczyciel znienacka uderza adepta w oczy. Postrzegany wtedy rozbłysk interpretuje się jako inicjację – dostąpienie zaszczytu oglądania boskiej światłości samego Boga. Po tym doświadczeniu następuje medytacja, podczas której powtarza się w duszy boskie imię. Po wyjściu z medytacji kolej na sat – sang, rodzaj nabożeństwa powtarzanego zresztą codziennie, w trakcie którego wierni po kolei powtarzają, że świat jest miejscem mrocznym i nieszczęśliwym, a rozpraszające mroki Światło dać może jedynie Wielki Guru.”

## Członkostwo
Cechą, która wyróżnia tę sektę na tle innych jest to, że nie wymaga ona całkowitego zerwania, ograniczenia kontaktów rodzinnych, towarzyskich, a także rzucenia pracy czy studiów. Członkostwo w Misji Boskiej Światłości nie ogranicza wolności człowieka, nie wymusza życia w zamkniętym, odseparowanym środowisku. Członkiem grupy może zostać każdy, bez względu na wiek, klasę społeczną, czy wykonywany zawód. 
Struktura sekty jest zhierarchizowana i dzieli się na:
- wyznawców zwykłych  (premies),
- wyznawców mianowanych – zwanych mahatmami, czyli oświeconymi.

## Tryb życia
Część członków Misji tworzy mieszkalne wspólnoty religijne zwane aśramami, które mają najczęściej charakter samowystarczalnych skupisk rolniczych. Mieszkańców obowiązuje ścisły celibat, wegetarianizm, zakaz picia alkoholu, palenia tytoniu i używania narkotyków. Medytacje i kontemplacje stanowią podstawową formę organizacji czasu.

## Działalność
Z czasem Misja Boskiej Światłości rozszerzyła swoją działalność. Od 1970 jej wyznawcy pojawili się w Stanach Zjednoczonych i Europie Zachodniej, gdzie powstały pierwsze ośrodki Misji Boskiej Światłości.
Sekta ta dotarła również do Polski, werbując przede wszystkim ludzi młodych (studentów, licealistów).